# Технологический журнал
«Технологический журнал» — первый русский научный журнал в области технологий и прикладных наук, выходил в 1804—1815 годах. Позиционировался, как Собрание сочинений и известий, относящихся до технологии, и приложения учиненных в науках открытий к практическому употреблению.
Издавался по 4 книги в год в Санкт-Петербурге при Императорской Академии Наук. Выход журнала отражал стремление укреплять связи науки с практикой. На его создание повлияло утверждение в 1803 нового устава — «Регламента Академии наук», согласно которому ей рекомендовалось наряду с «чистыми» науками заниматься и технологией производства, «…непосредственно обращать труды свои… к усовершенствованию фабрик,
мануфактур, ремесел и художественных источников богатства и силы государств». В том же уставе говорится, что Академия наук «должна ежегодно издавать один том Записок, достойных примечания по своей практической пользе под именем Технологического журнала».
Первым главным редактором был академик В. М. Севергин. В 1806 году к журналу были даны прибавления, содержавшие в себе «математические, физические, химические, минералогические, зоологические, ботанические и другие известия».
Продолжением «Технологического журнала» стали «Учёные известия», выходившие при некоторых номерах «Санкт-Петербургских ведомостей» в 1816—1826 годах.